# 克羅伊特湖

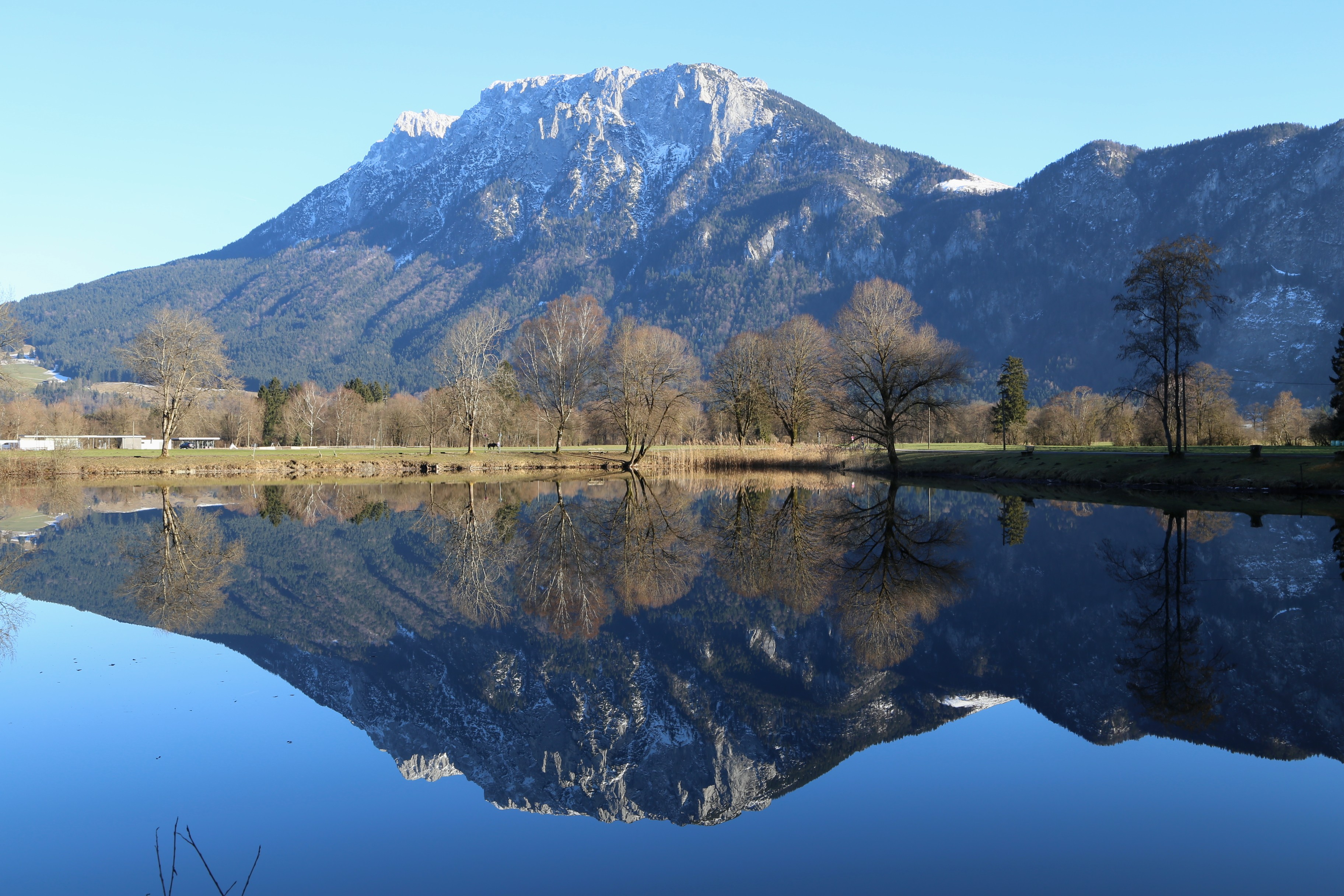

克羅伊特湖（德語：Kreutsee），是德國的湖泊，位於該國東南部，由巴伐利亞州負責管轄，處於基弗斯費爾登，距離庫夫施泰因約5公里，面積0.02平方公里，海拔高度470米，最大水深5米。